# Palo Alto Networks
Palo Alto Networks, Inc. es una empresa multinacional estadounidense de ciberseguridad con sede en Santa Clara, California. El producto principal es una plataforma que incluye firewalls avanzados y ofertas basadas en la nube que amplían esos firewalls para cubrir otros aspectos de la seguridad. La compañía presta servicios a más de 70.000 organizaciones en más de 150 países, incluidas 85 de la lista Fortune 100. Alberga el equipo de investigación de amenazas de Unit 42 y organiza la conferencia de ciberseguridad Ignite. Es una organización asociada al Foro Económico Mundial.
En junio de 2018, el exejecutivo de Google y SoftBank, Nikesh Arora, se unió a la empresa como presidente y director ejecutivo.

## Historia
Palo Alto Networks fue fundada en 2005 por Nir Zuk, un exingeniero de Check Point y NetScreen Technologies. Zuk, nativo de Israel, comenzó a trabajar con computadoras durante su servicio militar obligatorio en las Fuerzas de Defensa de Israel a principios de la década de 1990 y se desempeñó como jefe de desarrollo de software en la Unidad 8200, una rama del Cuerpo de Inteligencia israelí.
En 2014, Palo Alto Networks fundó la Cyber Threat Alliance con Fortinet, McAfee y NortonLifeLock, una organización sin fines de lucro con el objetivo de mejorar la ciberseguridad "por el bien común" alentando a las organizaciones de ciberseguridad a colaborar compartiendo inteligencia de amenazas cibernéticas entre los miembros. 
En 2019, la compañía anunció la serie K2, un firewall de próxima generación listo para 5G desarrollado para proveedores de servicios con requisitos de 5G e IoT. 

## Investigación de amenazas
Unit 42 es el equipo de consultoría de seguridad e inteligencia de amenazas de Palo Alto Networks. Son un grupo de investigadores de ciberseguridad y expertos de la industria que utilizan los datos recopilados por la plataforma de seguridad de la compañía para descubrir nuevas amenazas cibernéticas, como nuevas formas de malware y actores maliciosos que operan en todo el mundo.
Según el FBI, la Unidad 42 de Palo Alto Networks ha ayudado a resolver múltiples casos de delitos cibernéticos, como los casos Mirai Botnet y Clickfraud Botnet, el caso LuminosityLink RAT, y ha ayudado con la "Operación Wire-Wire".